# Plongeur fantastique
Plongeur fantastique è un cortometraggio del 1901 diretto da Ferdinand Zecca.
Da non confondere con Plongeur fantastique del 1906, diretto da Segundo de Chomón.

## Trama
Scena con movimenti invertiti che creano un effetto fantastico.